# Simtek
Simtek (Simulation Technology) je bila inženjerska tvrtka te bivša momčad Formule 1.
Osnovana je u Oxfordshireu u Engleskoj od strane Maxa Mosleya i Nicka Wirtha. Glavni sponzor momčadi bio je MTV, kanal koji emitira glazbene spotove. Momčad se u Formuli 1 natjecala 1994. i 1995., a u dvadeset utrka nije uspjela ostvariti bodove. Na Velikoj nagradi San Marina 1994. u kvalifikacijama, Austrijanac Roland Ratzenberger poginuo je vozeći za Simtek. Veliki financijski problemi uzrokovali su napuštanje Formule 1 nakon Velike nagrade Monaka 1995.

## Rezultati u Formuli 1
| Godina | Puni naziv momčadi | Šasija | Motor            | Gume | Vozači                                                                                                 | Kostruktorski poredak |
| ------ | ------------------ | ------ | ---------------- | ---- | --- | --------------------- |
| 1995.  | MTV Simtek Ford    | S951   | Ford EDB 3.0 V8  | G    | Domenico Schiattarella Jos Verstappen                                                                  | 13. mjesto (0 bodova) |
| 1994.  | MTV Simtek Ford    | S941   | Ford HBD6 3.5 V8 | G    | David Brabham Roland Ratzenberger Andrea Montermini Jean-Marc Gounon Domenico Schiattarella Taki Inoue | 13. mjesto (0 bodova) |

## Vanjske poveznice
https://web.archive.org/web/20060620203605/http://f1rejects.com/teams/simtek/index.html